# Koce Efremov
Koce Efremov (makedonsky Коце Ефремов; 17. března 1956 – 7. října 2018) byl jugoslávský zápasník, volnostylař. V roce 1980 na olympijských hrách v Moskvě obsadil ve volném stylu v kategorii do 52 kg sedmé místo. Třikrát startoval na mistrovství Evropy. V roce 1976 vybojoval páté místo v kategorii do 48 kg, v roce 1980 obsadil deváté a v roce 1981 desáté místo v kategorii do 52 kg.